# کشتن (مجموعه تلویزیونی)
کشتن (به انگلیسی: The Killing) سریال درام جنایی آمریکایی است که از ۲۰۱۱ تا ۲۰۱۴ در ۴ فصل و ۴۴ قسمت از شبکهٔ ای‌ام‌سی پخش شد. این سریال بازسازی سریالی دانمارکی به همین نام است. ایده The Killing از سریال پرطرفدار دانمارکی Forbrydelsen برگرفته شده‌است.

## بازیگران
- میرل انوس در نقش کارآگاه سارا لیندن
- بیلی کمپل در نقش کاندیدای انتخاب شهردار دارن ریچموند
- یوئل کینامان در نقش کارآگاه استفن هولدر
- میشل فوربز در نقش میچ (میشل) لارسن مادر مقتول رزی لارسن
- برنت سکستون در نقش استن (استنلی) لارسن پدر مقتول رزی لارسن
- بکس تیلور-کلاوس

## داستان
داستان سریال دربارهٔ قتل دختری نوجوان به نام رزی لارسن و پیامدهای آن است که در قالب سه داستان همزمان روایت می‌شود.
داستان نخست درباره دو کارآگاه، لیندن و هولدر، است که مسئول تحقیق دربارهٔ قتل رزی هستند که در تحقیقات خود به چندین مظنون برمی‌خورند و از سوی دیگر، هردو با مسائل شخصی خود دست‌به‌گریبان هستند.
داستان دوم دربارهٔ دارن ریچموند، کاندیدای شهردار شدن است و از آنجا که جسد مقتول در صندوق عقب اتومبیل کمپین انتخاباتی او پیدا شده، درگیر پرونده قتل می‌شود.
داستان سوم دربارهٔ خانواده مقتول است که این قتل، زندگی آنان را به چالش می‌کشد.

## نسخه دانمارکی
این سریال بازسازی یک سریال دانمارکی به نام جرم (به دانمارکی:Forbrydelsen) است. هنرپیشه نقش اول این سریال به‌طور مهمان در یک قسمت از نسخهٔ آمریکایی حضور پیدا کرد.